# Église Saint-Julien de Distré

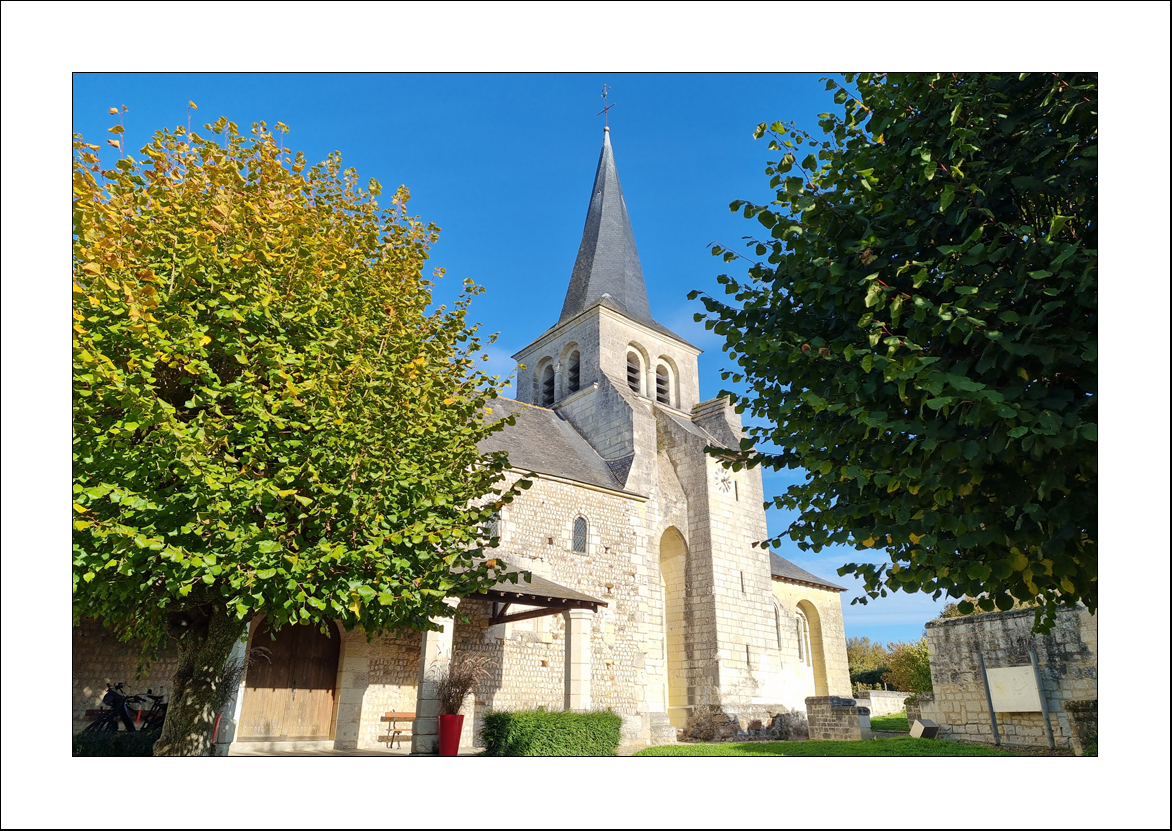
Vue générale Église Saint-Julien de Brioude

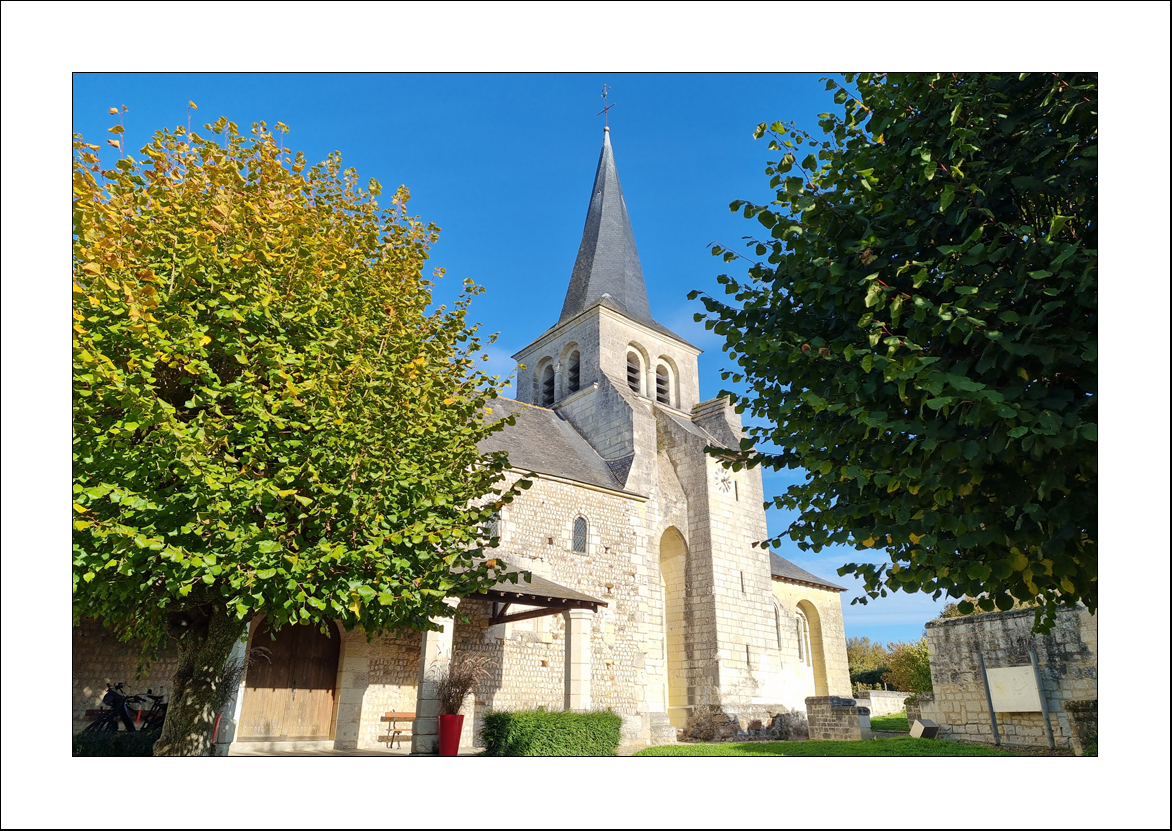
vue générale Église Saint-Julien de Brioude 02

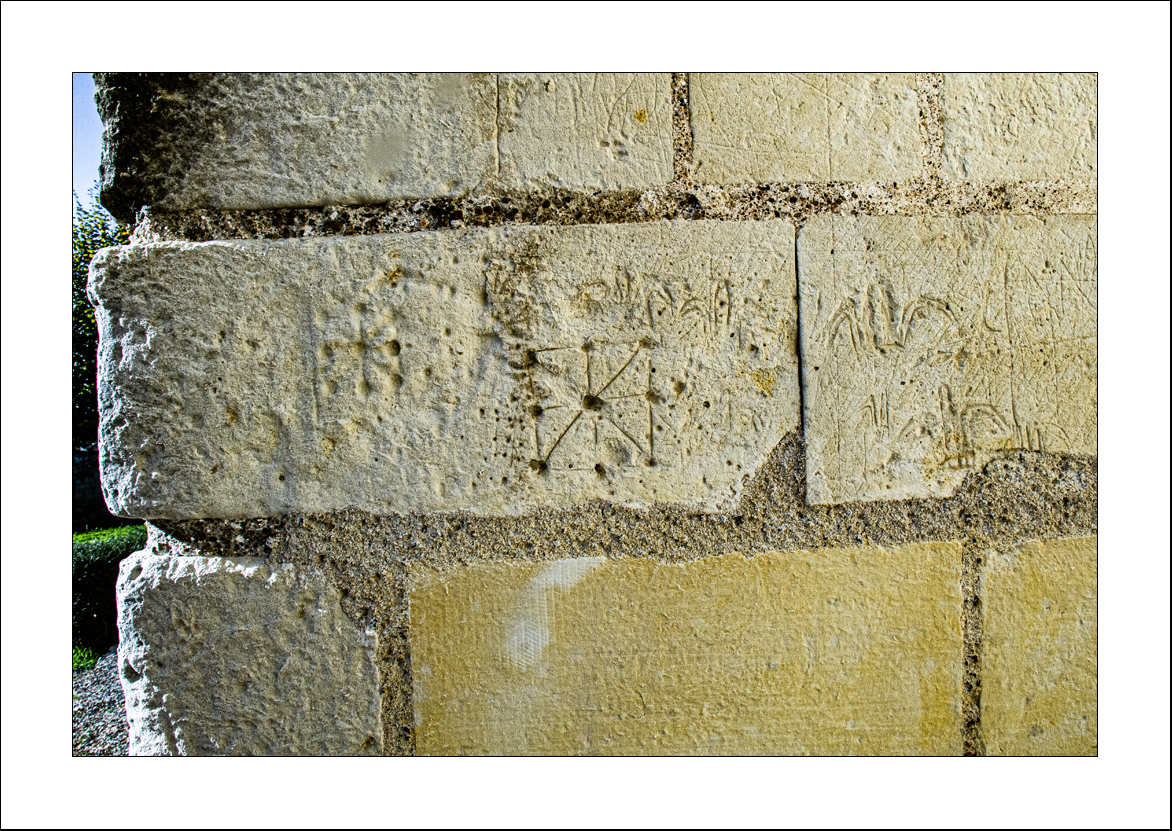
Gravures à caractère religieux église Distré

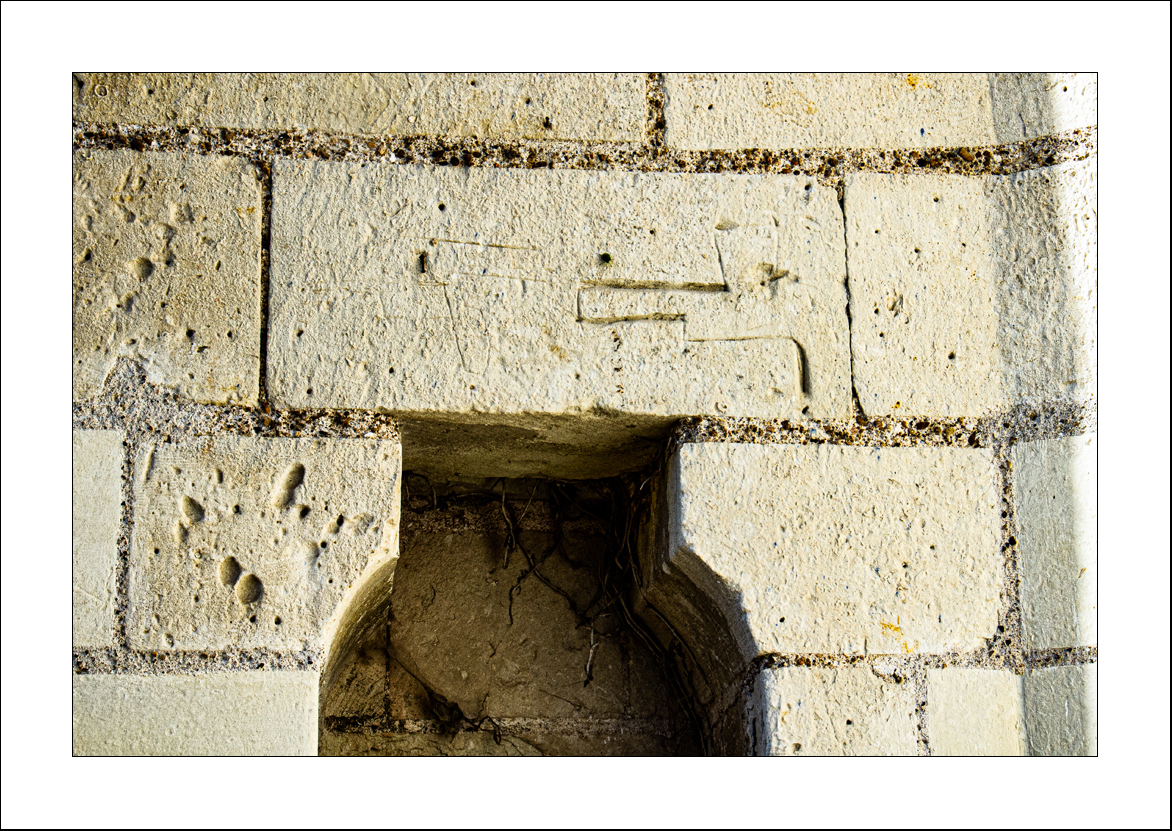
gravure fronton église Distré

L'Église Saint-Julien de Brioude est une église située à Distré, en France.

## Localisation
L'église est située dans le département français de Maine-et-Loire, sur la commune de Distré.

## Historique
L'édifice est classé au titre des monuments historiques en 1914.